# Sinibotia reevesae
Sinibotia reevesae és una espècie de peix de la família dels cobítids i de l'ordre dels cipriniformes.

## Morfologia
Fa 9,4 cm de llargària màxima.

## Hàbitat i distribució geogràfica
És un peix d'aigua dolça, demersal i de clima subtropical, el qual viu a Sichuan (la Xina).

## Vida en captivitat
L'aigua del seu aquari ha d'estar a una temperatura de 20-23,8 °C i tindre un pH entre 7 i 8. A més, atès que li agrada amagar-se, hauria de tindre pedres i pissarres per proporcionar-li múltiples llocs on amagar-s'hi. Fins ara, la seua reproducció no ha reeixit en captivitat.

## Observacions
És inofensiu per als humans.